# Christopher Rice
Christopher Rice   (Berkeley, 11 de març de 1978) és un novel·lista estatunidenc, autor de diverses novel·les policíaques.

## Biografia
Christopher Rice va néixer el dia 11 de març de 1978 a Berkeley, Califòrnia. La seva mare, Anne Rice (1941-2021), va ser novel·lista i el seu pare, Stan Rice (1942-2002), poeta. La seva tia, Alice Borchardt (1939-2007), era escriptora. Va créixer a Nova Orleans, Louisiana.
El 1996, va ingressar a l'escola Isidore Newman, després va continuar els seus estudis a la Universitat de Brown i a la Tisch School of the Arts. Després de graduar-se, es va traslladar a Los Angeles per explorar l'escriptura de guions.
És amic del també escriptor Clive Barker. A diferència de la seva mare, no escriu novel·les de terror, excepte que considera que els seus llibres són novel·les policíaques on utilitza el suspens, la fantasia o l'entorn històric. Amb la seva mare Anne Rice, és coautor de les novel·les de ficció històrica i terror Ramses the Damned: The Passion of Cleopatra i la seva seqüela, Ramses the Damned: The Reign of Osiris.

## L'homosexualitat a la seva obra
Christopher Rice és obertament gai. Les seves obres sovint reflecteixen la vida contemporània dels homosexuals estatunidencs. Quan l'any 2002 li van preguntar sobre la seva afiliació com a "escriptor gai", respon:
| « | Això no és el que faig. Podria estar més obert a aquesta etiqueta si no hagués configurat el conjunt de personatges. Sens dubte, A Density of Souls és el més semblant a un llibre gai que pots aconseguir. Gira al voltant de l'homosexualitat d'un personatge, i d'altres es descriuen en termes de la seva reacció a la seva sexualitat. En aquest sentit, és el cor del llibre. The Snow Garden parla d'identitat. Amb aquest llibre intento posar a distància al terme d'autor « gay » | » |

Mentrestant, també escriu columnes regulars per a la revista nacional de gais i lesbianes The Advocate, sota el títol Coastal Disturbances, en què parla de diversos temes.

## Obres

### Novel·les

#### SèrieCharlotte Rowe
- Bone Music: A Burning Girl Thriller, 2018
- Blood Echo, 2019
- Blood Victory, 2020

#### Altres novel·les
- A Density of Souls, 2000
- Light Before Day, 2005
- Blind Fall, 2008
- The Moonlit Earth, 2010
- The Heavens Rise, 2013
- The Vines, 2014

#### Novel·les eròtiques
- The Flame, 2014
- The Surrender Gate, 2015
- Kiss The Flame, 2015
- Dance of Desire, 2016
- Desire & Ice, 2016